# Heraclea Lyncestis

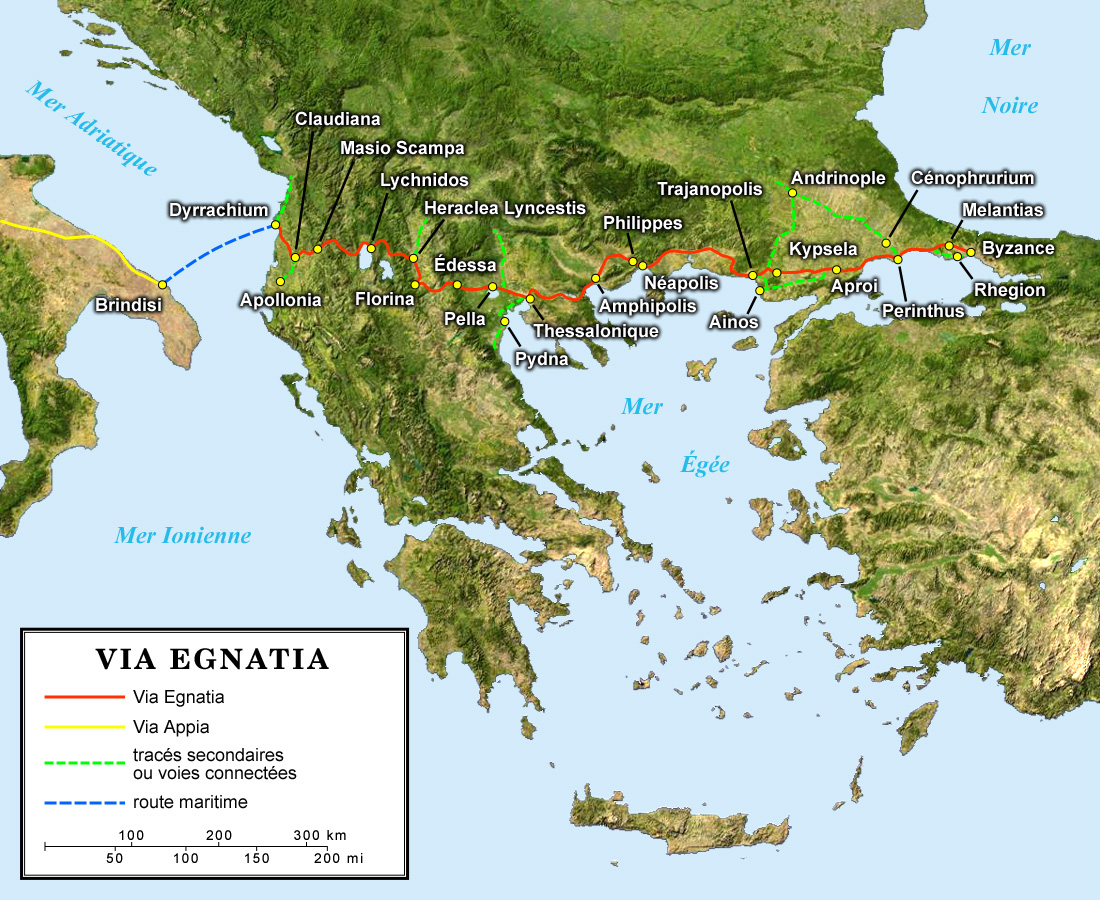
Heraclea Lycestis sur la Via Egnatia

Heraclea Lyncestis ou Herakleia Lynkestis (en grec moderne : Ἡράκλεια Λυγκηστίς ou Ἡράκλεια Λύγκου, en macédonien : Хераклеја Линкестис) était une cité macédonienne située au nord-ouest de l'ancien royaume de Macédoine.

## Histoire
Heraclea Lyncestis a été fondée par Philippe de Macédoine au milieu du IVe siècle av. J.-C., peu après l'invasion du Lyncestis, la région dans laquelle elle se trouve. Le terme de Lyncestis, repris dans le nom de la ville, signifie « terre du lynx » en grec. La graphie la plus utilisée aujourd'hui, Heraclea Lyncestis, est héritée de l'époque romaine.
Ses ruines se trouvent de nos jours en Macédoine du Nord, à deux kilomètres du centre-ville de Bitola. Le site est géré par le Musée et galerie de Bitola. 
Heraclea était une importante ville stratégique pendant la période grecque. Elle se trouvait en effet proche de la frontière de l'Épire à l'ouest et du monde non-grec au nord. Les Romains envahirent la région au IIe siècle av. J.-C. et divisèrent le royaume de Macédoine vaincu en quatre régions. Ils construisirent également la Via Egnatia, qui traversait les Balkans d'est en ouest et qui passait par Heraclea, qui était d'ailleurs une étape importante. Le site conserve de nombreux vestiges de la période romaine, comme un portique, des monuments votifs, des thermes, un théâtre et des remparts. Pendant l'époque paléochrétienne, Heraclea était un important siège épiscopal. Certains de ses évêques sont ainsi mentionnés pendant les synodes de Serdica. De cette époque datent la petite et la grande basilique ainsi qu'une nécropole.
La ville fut dévastée par les Ostrogoths et les Visigoths de Théodoric le Grand en 472 puis en 479. Elle fut toutefois restaurée au Ve siècle puis la région fut envahie par les Slaves au VIe siècle, qui préférèrent le site actuel de Bitola pour s'établir.

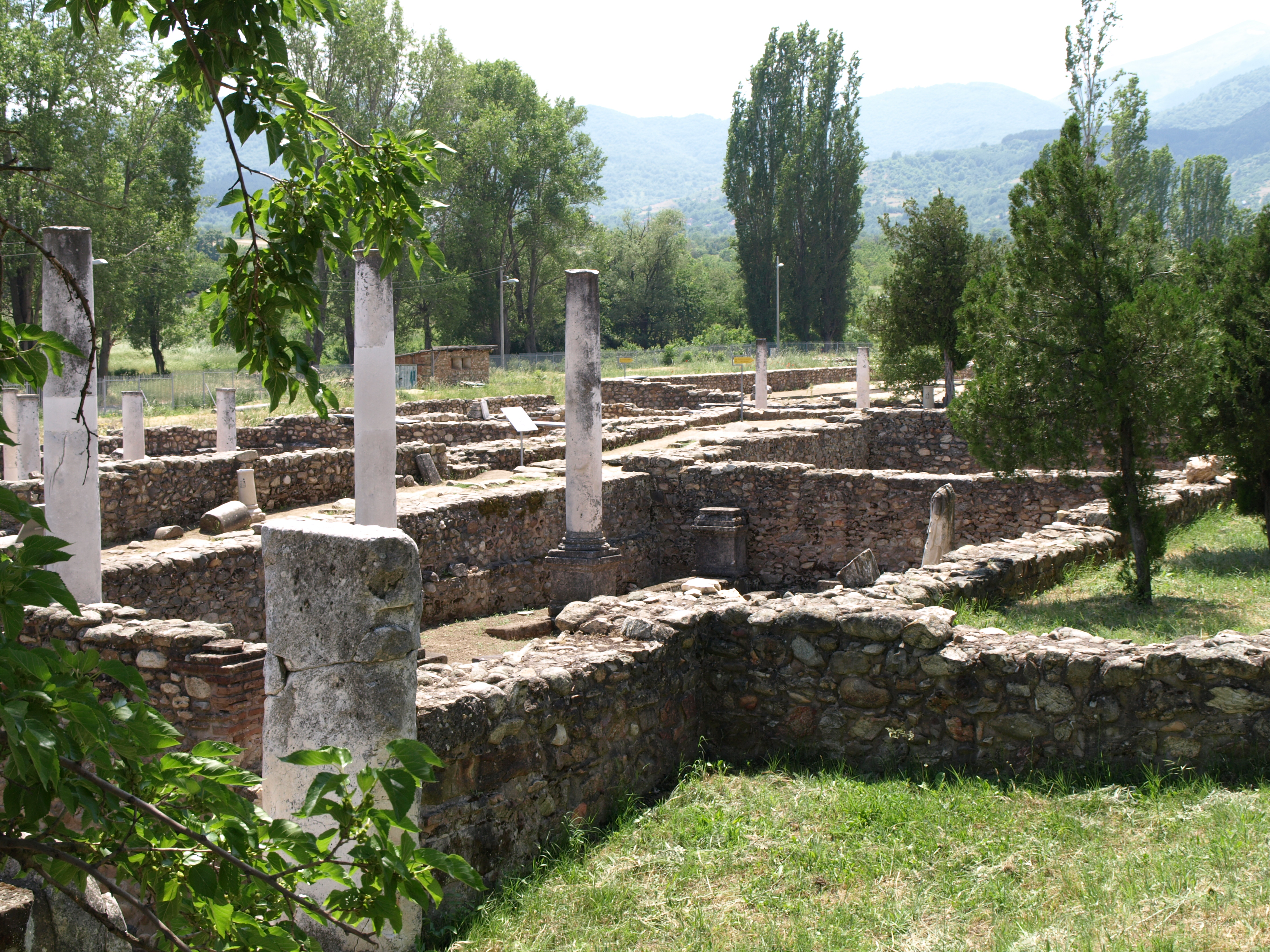
Ruines d'Heraclea
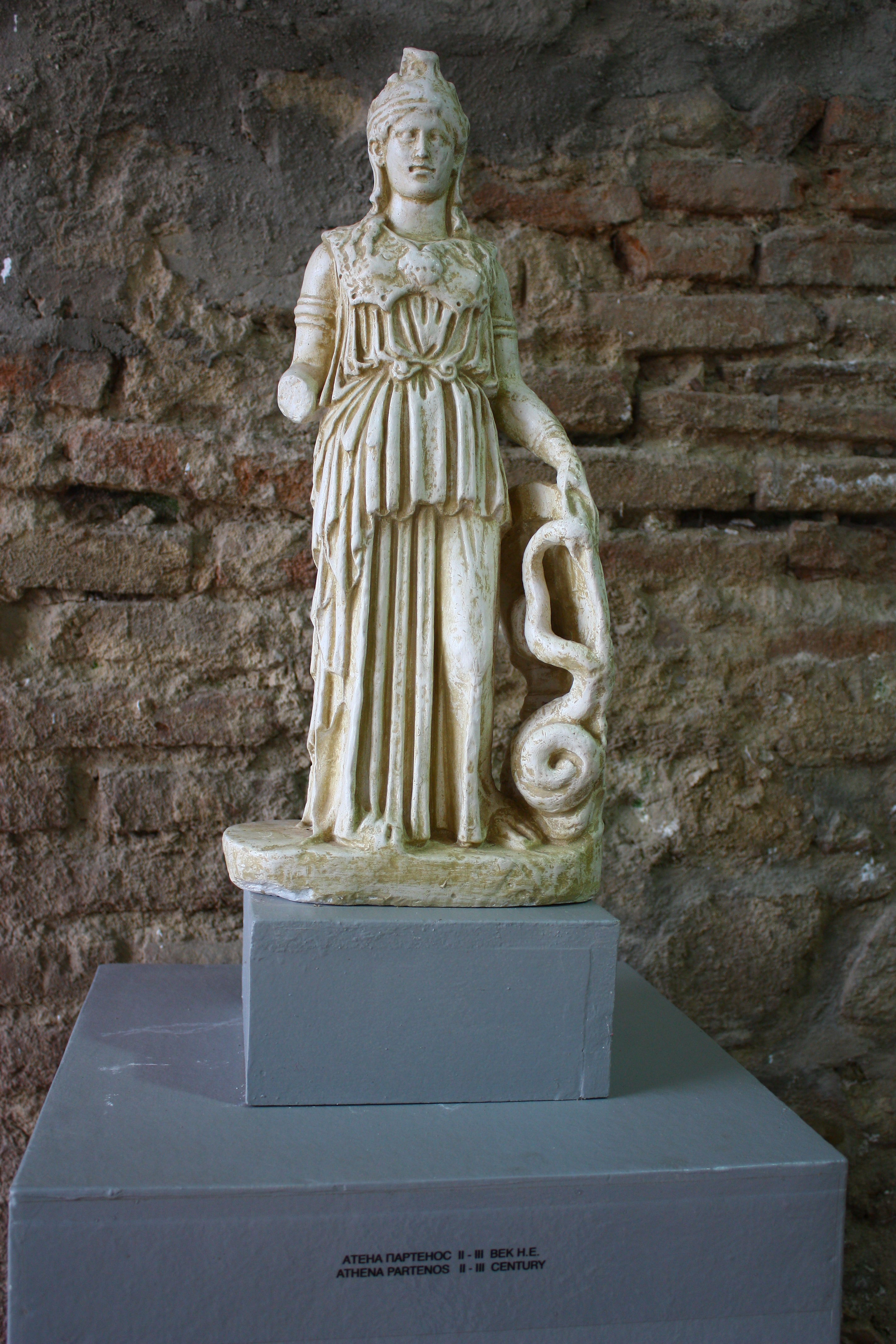
Statue d'Athéna
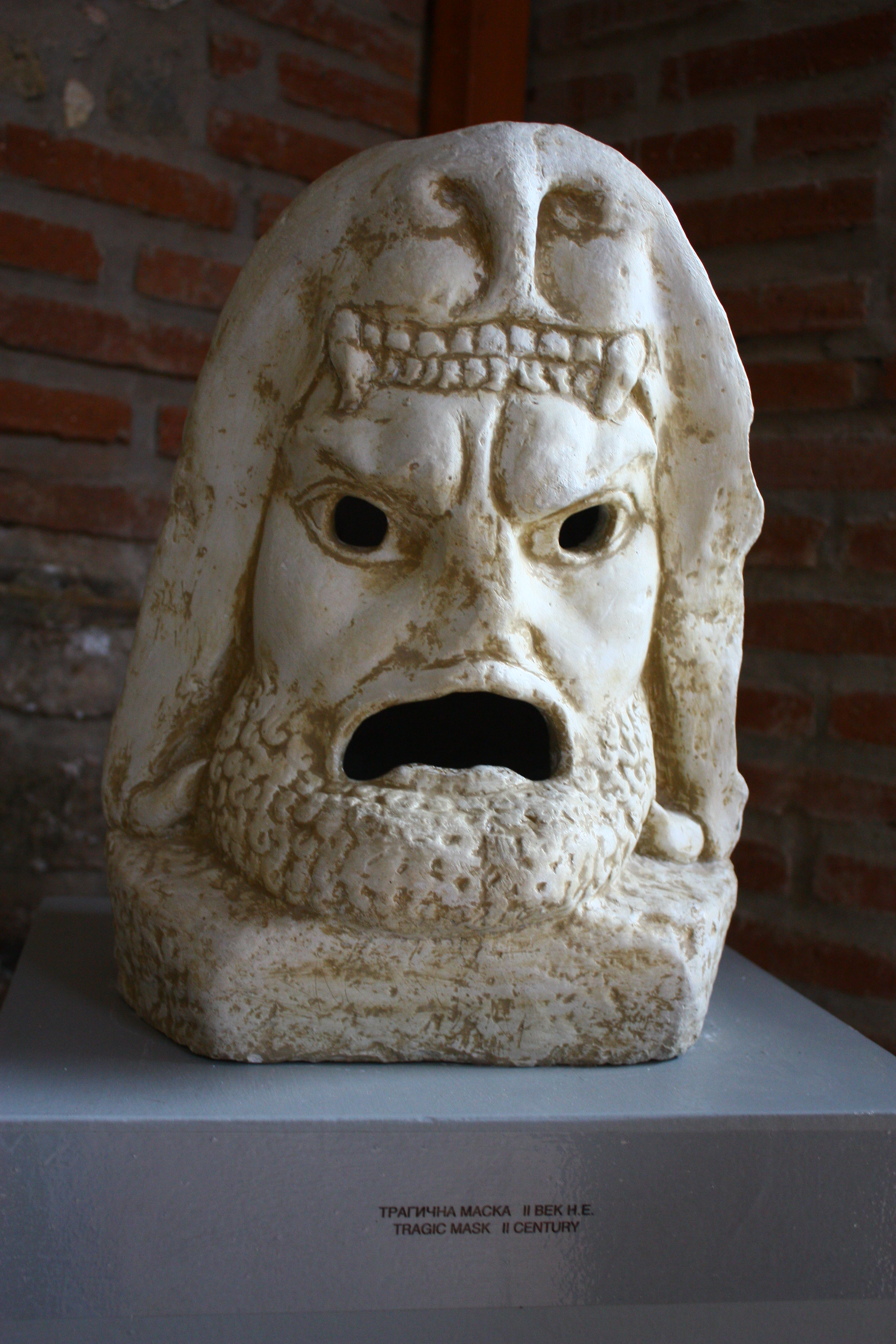
Masque de tragédie
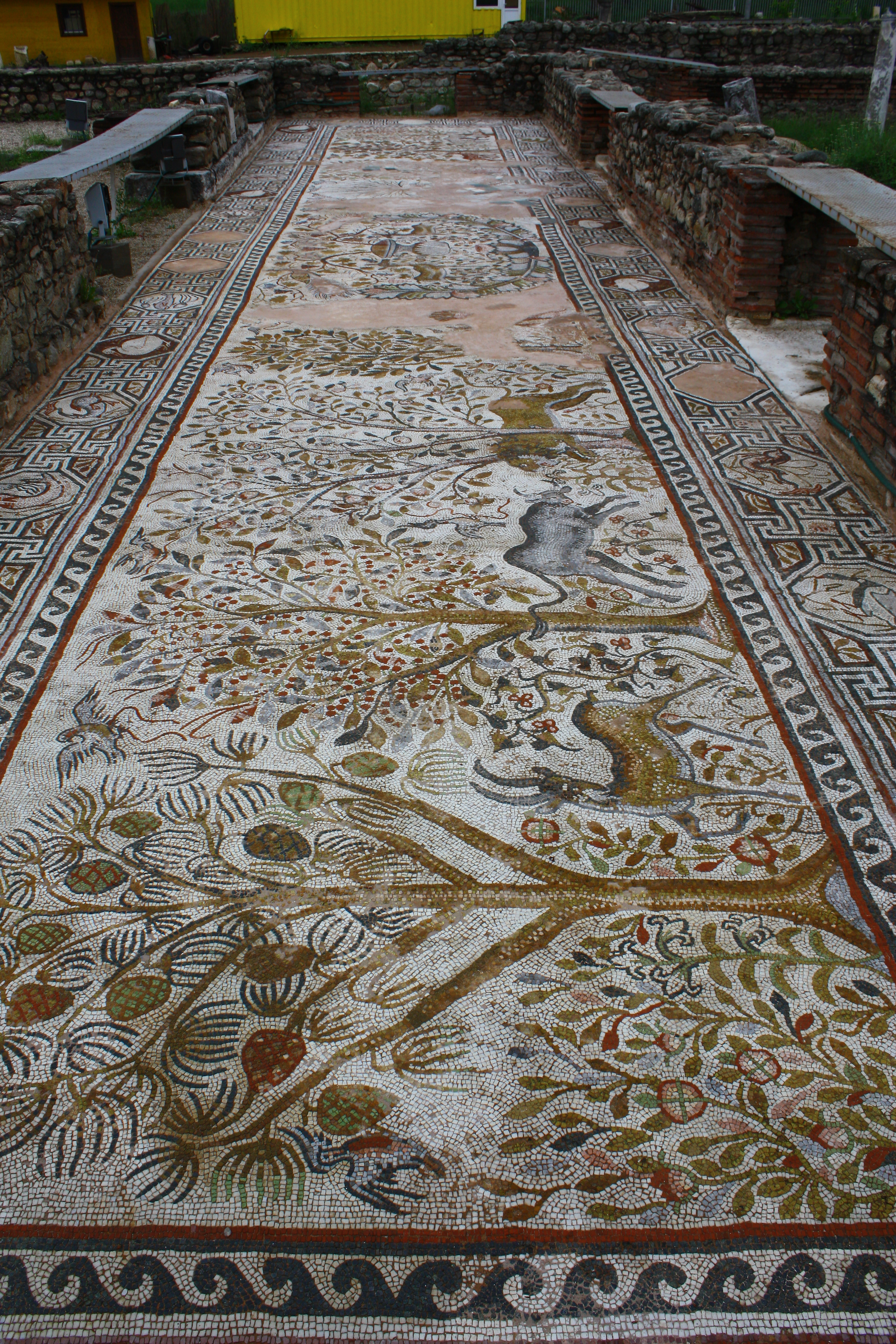
Vaste mosaïque de la basilique, représentant le paradis avec des arbres de vies et des animaux divers.
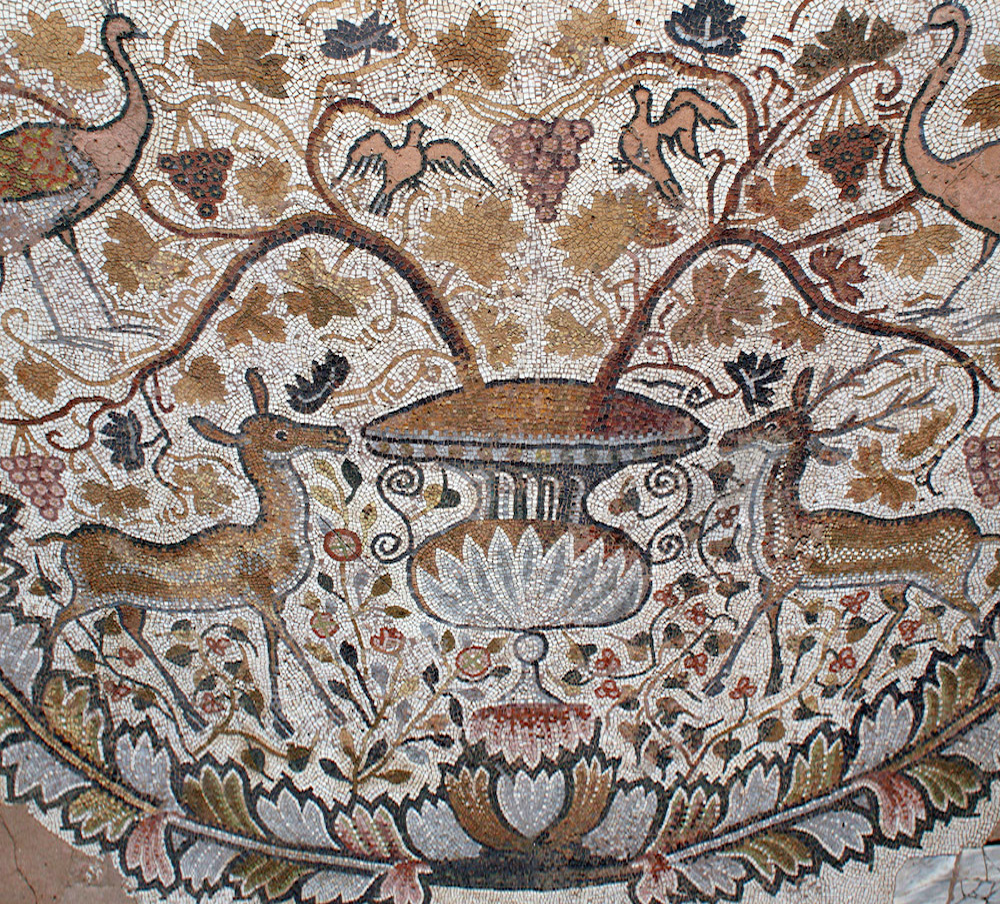
Mosaïque de la basilique
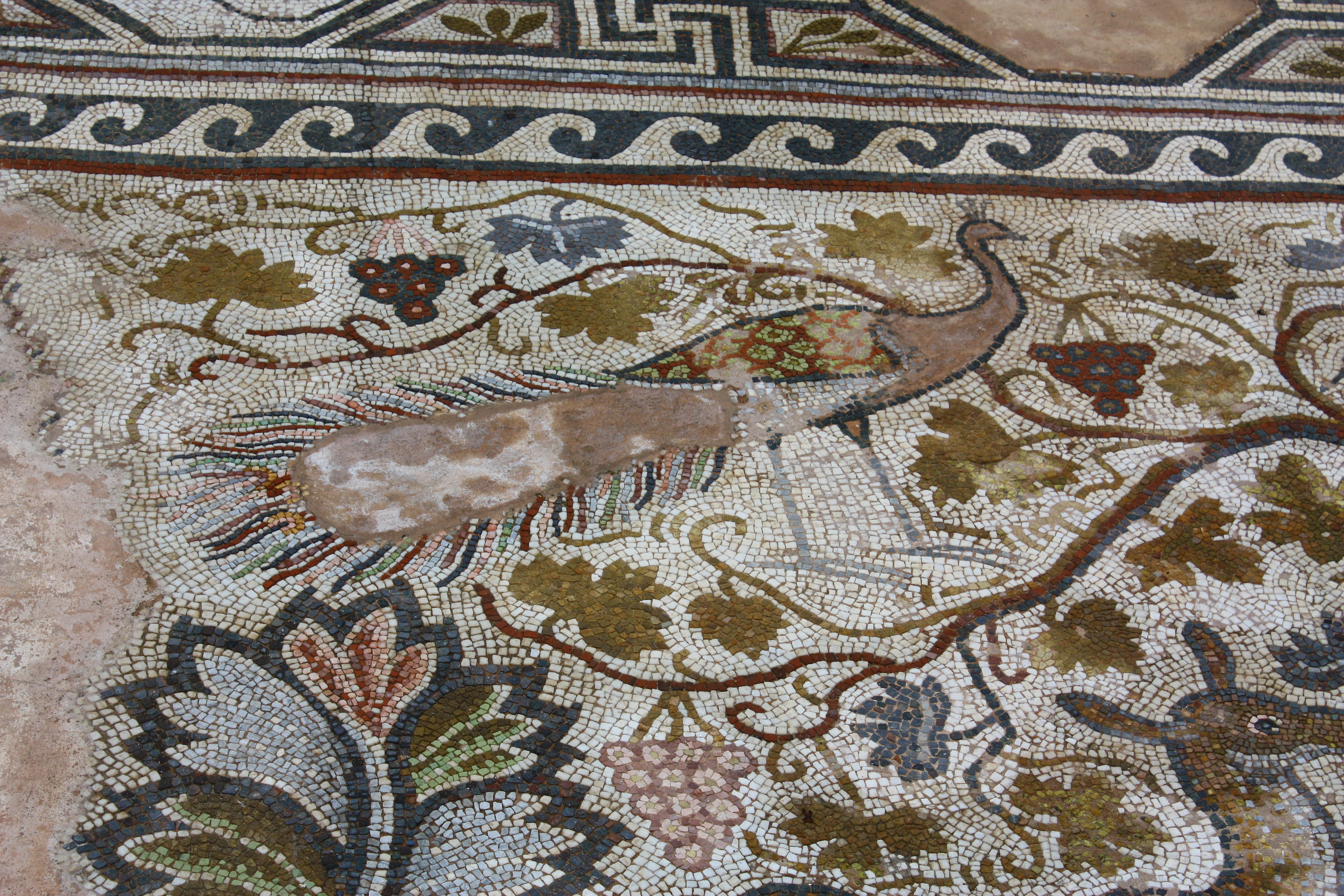
Mosaïque de la basilique
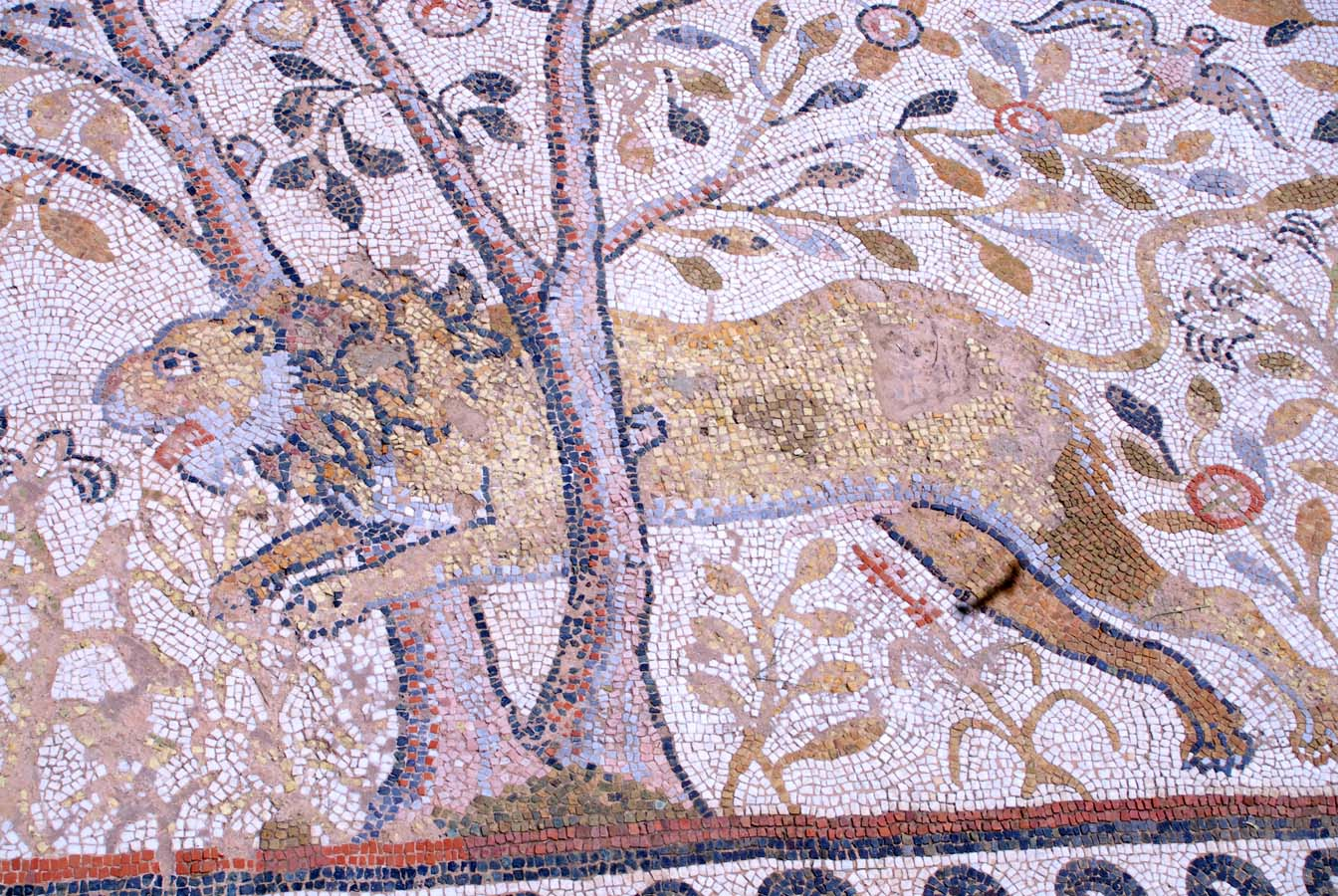
Mosaïque de la basilique
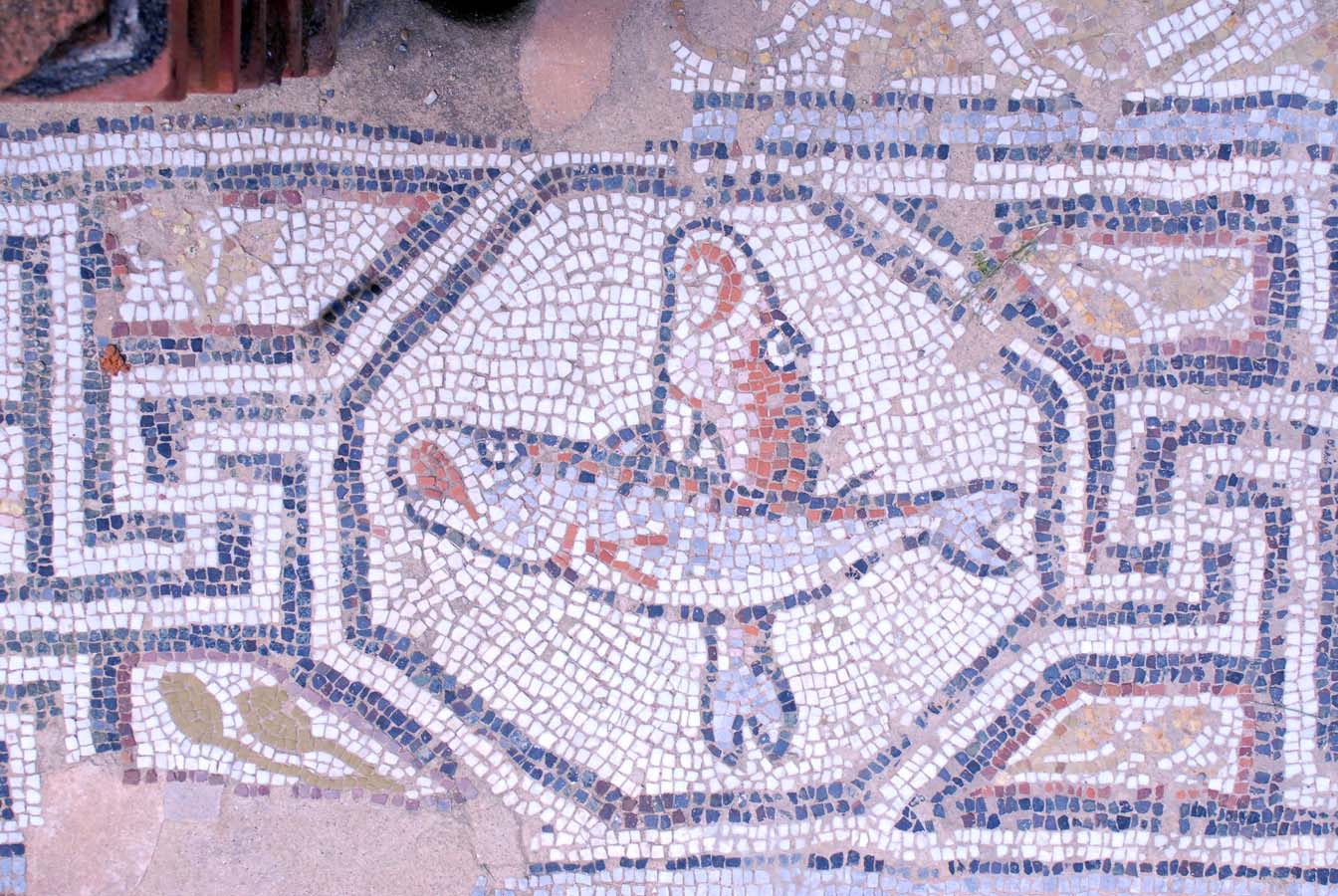
Le poisson, symbole des premiers Chrétiens